# علی‌احمد سلامی
علی احمد سلامی (زاده ۱۳۲۴ در بخش کیشکور) عضو مجلس خبرگان رهبری از استان سیستان و بلوچستان است.
علی احمد سلامی در نتایج انتخابات مجلس خبرگان رهبری (۱۳۹۴)، به صورت مستقل از حوزه استان سیستان و بلوچستان با کسب ۷۳۲٬۲۸۹ رأی از مجموع ۱٬۱۱۷٬۲۶۱ رأی برابر با ۶۵٫۵۴٪ در جایگاه اول وارد دوره پنجم مجلس خبرگان رهبری شد. پیش از این نیز نماینده دوره چهارم مجلس خبرگان رهبری و استاد حدیث و فقه در حوزه و دانشگاه مذاهب اسلامی بوده‌است.

## وابسته
- نتایج انتخابات مجلس خبرگان رهبری (۱۳۹۴)